# ドレスデン市電NGT D12DD形電車
NGT D12DDは、ドイツの都市・ドレスデンの路面電車であるドレスデン市電で使用されている電車。ボンバルディア・トランスポーテーションが展開する超低床電車（部分超低床電車）ブランドのフレキシティ・クラシックの1車種である。

## 概要・運用
フレキシティ・クラシックは、ボンバルディア・トランスポーテーションが展開する路面電車ブランドで、動力台車に回転軸を有するボギー台車を用いる事で走行特性の向上や騒音・振動の抑制、線路の摩耗の減少を図る部分超低床電車である。その中でNGT D12DDは、全長45 mの長大編成で構成される「フレキシティ・クラシック・XXL」と呼ばれる車種となっている。
ステンレス鋼製の車体を有する片運転台の5車体連接車で、ボギー台車を有する3つの車体が台車が存在しないフローティング車体を挟み込む編成となっている。両開きの乗降扉は各車体の右側面に1箇所づつ配置され、シングルアーム式パンタグラフが屋根上に設置されている前方車体には乗務員扉も存在する。座席配置は2 + 1列掛けのクロスシートを基本としているが、低床構造となっている中間車体にはロングシートが設置されている他、車椅子が設置可能なフリースペースも存在する。動力台車は前後車体にあり、編成全体の出力は680 kwである。
2000年に32両の発注が行われ、2003年から製造が始まった。更に2008年には11両の追加発注が行われ翌2009年から導入されたため、2020年現在43両（2801 - 2843）が在籍する。これらの車両のうち、最初に導入された32両（2801 - 2832）については2006年にザクセン自由州に属する各都市の名前が付けられている他、ドレスデン市電における100両目の超低床電車となった2817については「ザクセン自由州（Freistaat Sachsen）」と命名されている。

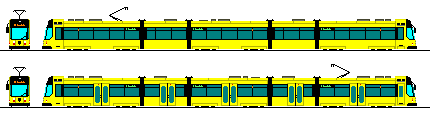
側面図

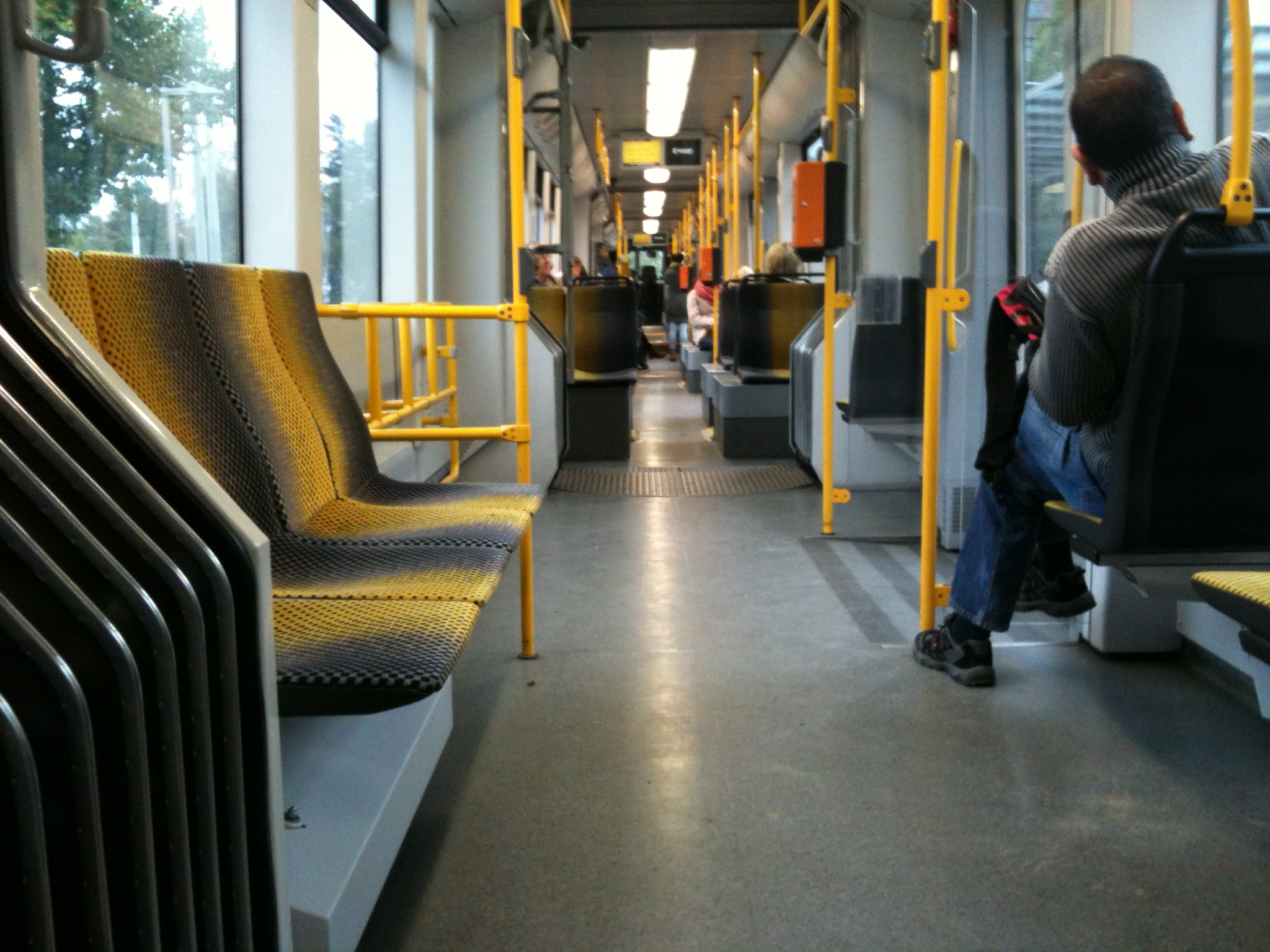
車内
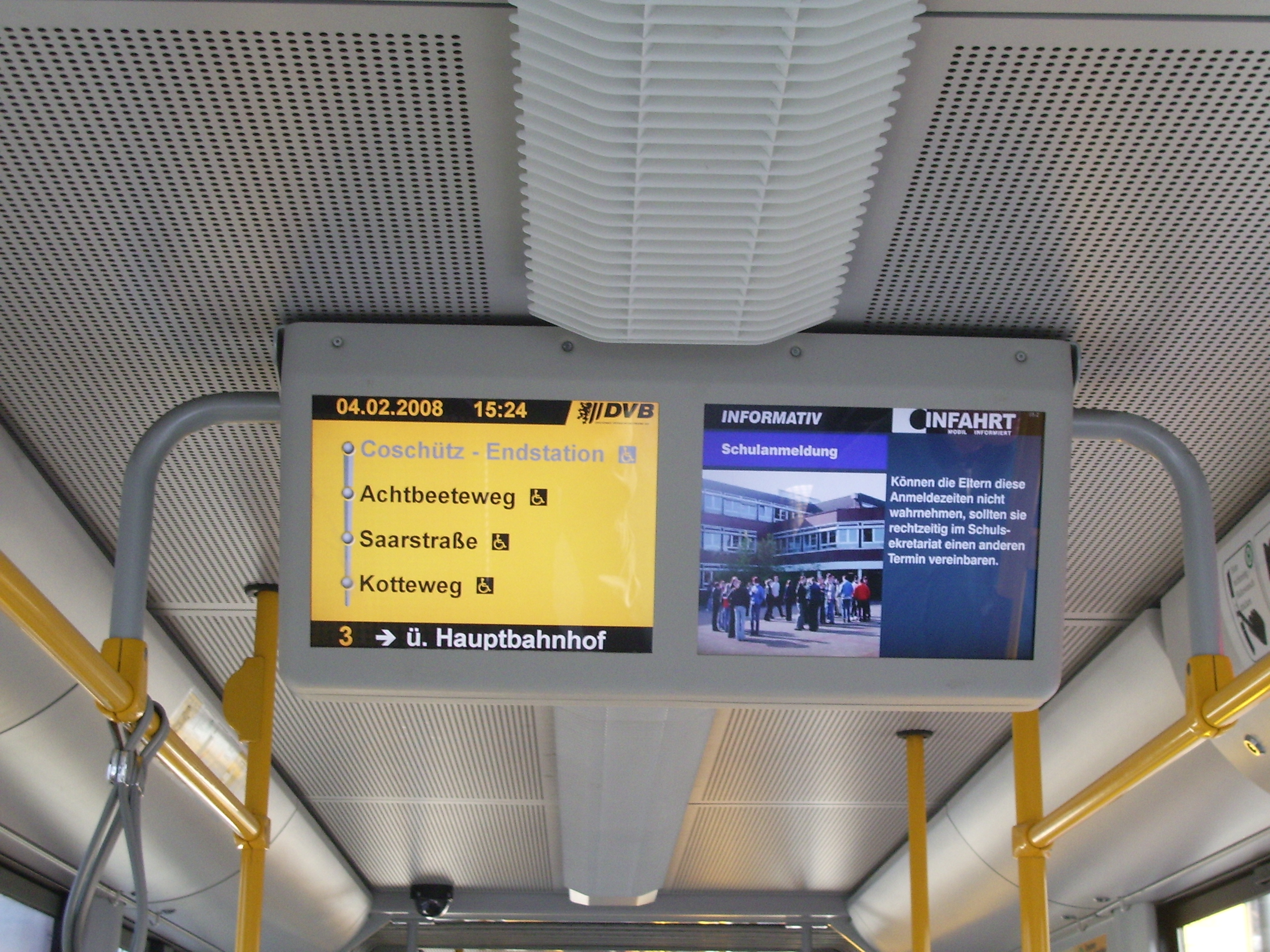
車内案内表示装置
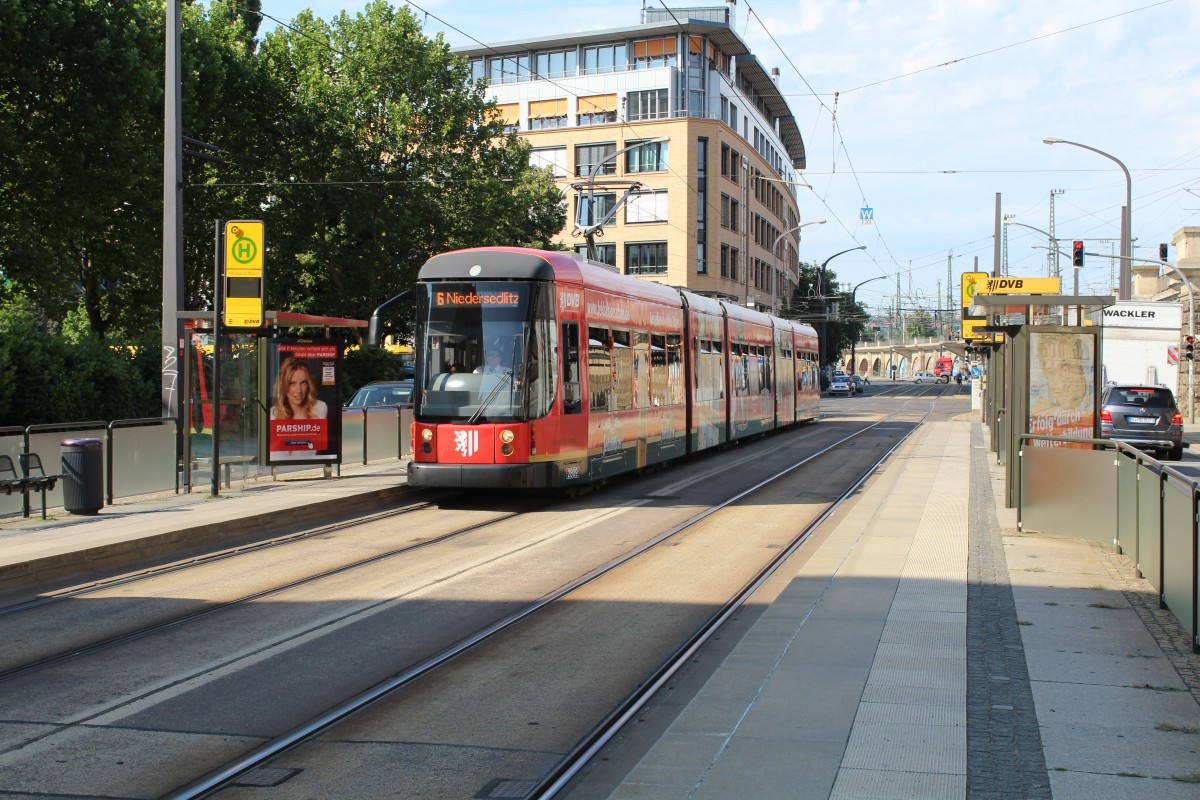
広告塗装（2014年撮影）